# Ruins (album d'Artefact)
Pour les articles homonymes, voir Ruins.
Albums de Artefact
Magic Spellcraft
(2005) Failure
(2011)
Ruins est le troisième album d'Artefact, enregistré dans le studio Cox'In'Hell. L'album est sorti le 15 janvier 2008.

## Titres
1. "Their Cave"
2. "Gargoyles' Unleashing"
3. "Medieval Ancestry"
4. "My Inner Sanctum"
5. "Catharian Ruins"
6. "Reverence"
7. "Fountain of the Enchantress"
8. "Curse of the Wizard"
9. "Stellar Winds"
10. "Finale"
11. "Gargoyles' Rest"

La pochette du CD contient une erreur dans la liste des titres. Le morceau "My Inner Sanctum" est placé après "Fountain of the Enchantress"

## Participants
- Runenlyd – Vocals, mixage, engineering
- Aldébaran – Guitares, chœurs, claviers
- Olwe Telrunya – Guitare
- Sephiroth – Claviers
- Ranko – Batterie
- Alexis – Basse, flûte
- Metalex - Artwork